# Pete Rock & C.L. Smooth
Produceren Pete Rock og rapperen C.L. Smooth slog kludene sammen i 1990. Året efter udsendte de EP'en 'All Souled Out', der blev et undergrundshit takket være numre som 'Good Life' og 'The Creator'.
Kombinationen af Pete Rock's soulfyldte MPC-produktioner og C.L.'s karakteristiske følsomme fortællerstemme nåede perfektionen på klassikeren 'Mecca & The Soul Brother' fra 1992. Størst fokus var der på singlerne 'They Reminisce Over You (T.R.O.Y.)' og 'Straighten it Out', men hele albummet var en nydelse for kendere fra start til slut.
'The Main Ingredient' fra 1994 fulgte recepten fra tidligere, men albummet nåede aldrig helt samme højder som debut'en, på trods af at singlen 'I Got a Love' fik armene i vejret på klubberne. Efterfølgende valgte de to medlemmer at opløse gruppen for i stedet at koncentrere sig om deres solokarrierer.
Det har Pete Rock haft størst held med. Udover at have produceret for navne som Das EFX, Notorius B.I.G., Run DMC og K-Solo, har han også i 1998 udgivet albummet 'Soul Survivor', hvor der var gæsteoptrædener af en lang række af hiphoppens største navne. Yderligere er der kommet et par opsamlinger med Pete Rock's bedste instrumentaler og diverse sideprojekter. Han regnes i dag, som en af hiphop-musikkens mest indflydelsesrige producere.
C.L. Smooth har gæsteoptrådt rundt omkring, men har endnu ikke helt fundet fodfæste. I 2006 udgav han mixtapet 'Man Of Fire', der skulle fungere som forløber for albummet 'American Me'.
Der har løbende været rygter om, at Pete Rock og C.L. Smooth skulle finde sammen som gruppe igen. Der er dog ingen konkrete planer på bordet.
I 2006 udsendte CL Smooth albummet 'American Me' uden hjælp fra Pete Rock.

## Diskografi

### Albums
- 1991: All Souled Out EP
- 1992: Mecca & The Soul Brother
- 1994: The Main Ingredient